# Sydsibiriska bergen

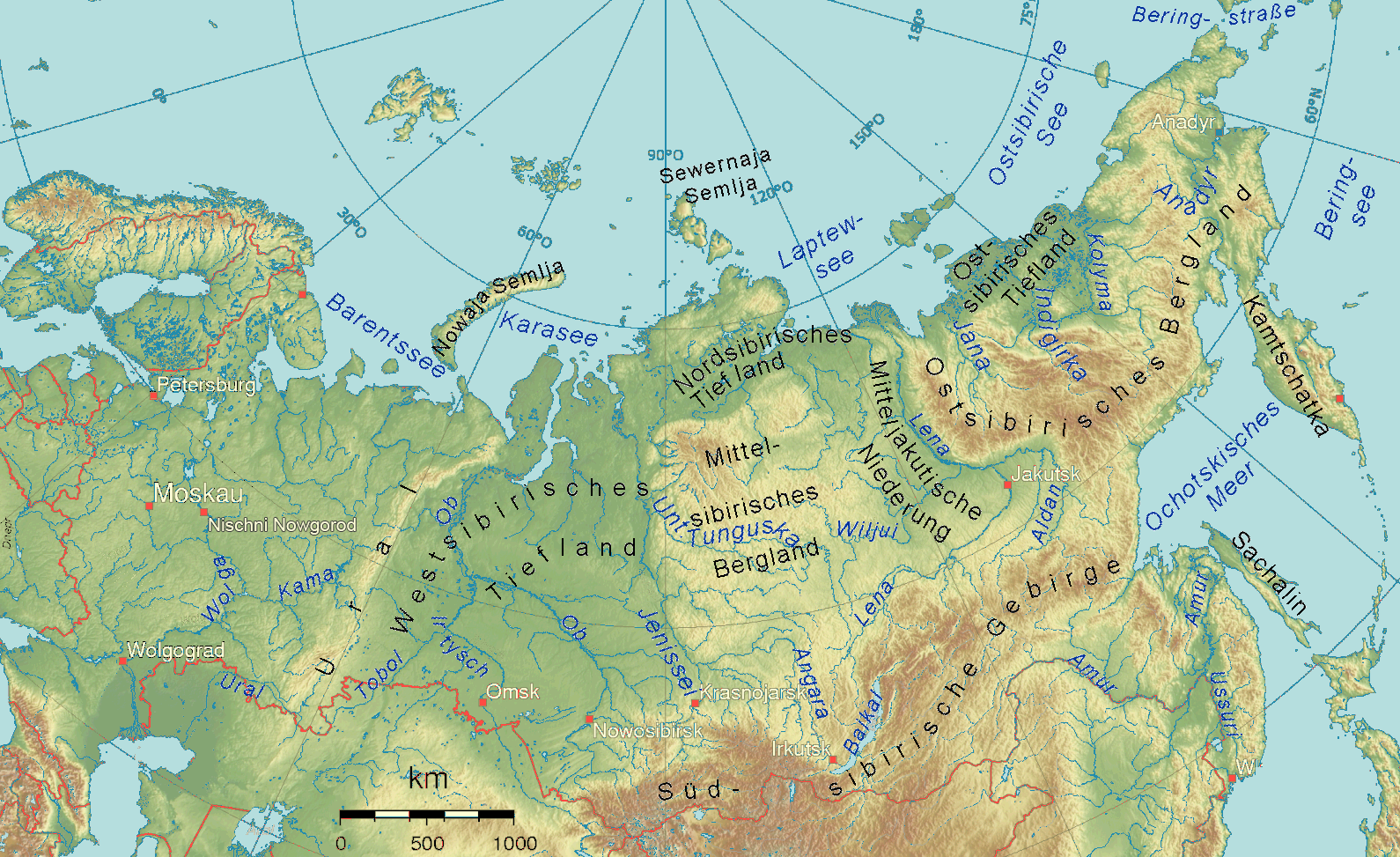
På denna karta över Ryssland markeras Sydsibiriska bergen med det tyska "Süd-sibirische Gebirge".

Sydsiberiska bergen (ryska: Южно-Сибирские горы) är en region inom Rysslands naturgeografiska indelning. Det är ett av de största bergsområdena i Ryssland med en sammanlagd yta på  1,5 miljoner kvadratkilometer. Bergsområdet ingår i Sibiriska federala distriktet och Fjärran österns federala distrikt samt i någon grad också i Mongoliet. 

## Geografi
Området består av ett antal bergskedjor med öst-västlig utsträckning och sträcker sig över nästan 300 mil. Vissa ligger nära gränsen till Mongoliet och Kina, medan andra ligger längre åt norr. Åt söder går området ihop med kinesiska och mongoliska bergskedjor och platåer. I väster utgörs dessa av Dzungariska bäckenet (jämför Dzungariet), i öster av Mongoliska platån. Längst i öster bildar Amurfloden gräns mot lägre liggande områden i såväl Kina (Manchuriet) som i Ryssland (kring Vladivostok).
Mot norr gränsar Sydsibiriska bergen till de naturgeografiska regionerna Västsibiriska slätten, Centralsibiriska platån och Centrala jakutiska låglandet. Längst i nordost ansluter Sydkinesiska bergen till Östsibiriska berglandet.
Bajkalsjön, som är belägen inom bergsområdet, är världens 12:e största och världens djupaste insjö. Den har höga berg på bägge sidor och beskrivs geologiskt som en riftdal uppkommen genom plattektoniska rörelser. 

### Bergskedjor

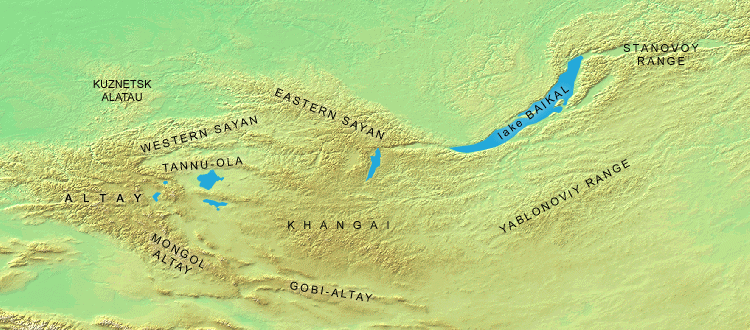
Västra delen av Sydsibiriska bergen på en engelskspråkig karta.

Följande bergskedjor, ordnade från väster till öster, har fått svensk beskrivning:
- Altaj med topparna Belucha och Chujten
- Kuznetskij Alatau
- Sajanbergen
- Tannu Ola
- Bajkalbergen
- Jablonovbergen
- Stanovojbergen

### Hydrografi
Sydsibiriska bergen avvattnas mot norr av de stora ryska floderna Ob, Jenisej och Lena med bifloder som Irtysj och Tom till Ob, Abakan, Angara och Selenga till Jenisej och Aldan till Lena. Irtysj och Selenga rinner upp på bergens sydsida. Den förra rinner sedan i en stor västlig båge innan den når Ob, den senare avvattnar norra Mongoliet och mynnar ut i Bajkalsjön, som genom Angara tillhör Jenisejs avvattningsområde. Mellan källorna till Irtysj och Selenga ligger på sydsidan ett område med den avloppslösa mongoliska sjön Uvs Nuur] som mottagare av eventuell nederbörd.

## Administrativ tillhörighet
Sydsibiriska bergen ingår i Sibiriska federala distriktet samt i Fjärran österns federala distrikt. Påfederal subjekt-nivå ingår området i följande enheter: 
- Altaj kraj
- Altajrepubliken
- Kemerovo oblast
- Tuva
- Chakassien
- Krasnojarsk kraj (sydligaste delen)
- Irkutsk oblast
- Burjatien
- Zabajkalskij kraj
- Amur oblast
- Sacha (sydligaste delen)
- Chabarovsk kraj